# Fader, du vars hjärta gömmer
Fader, du vars hjärta gömmer är en bönepsalm av Emil Liedgren från 1910. Den publicerades som sångbokstext första gången i Nya psalmer 1921. Texten bygger till stora delar på de skenbara motsatsparen helighet-kärlek, döda-föda. Jfr v.1: "Fader, du vars hjärta gömmer / helighet som allting dömer, / kärlek som förlåter allt, / du vill döda / för att föda / oss på nytt till ny gestalt." Melodin (F-dur, 3/4) är en tonsättning av Oskar Lindberg från 1917.
Liedgrens texter blir fria för publicering 2033.

## Psalmen finns publicerad som
- Nr 584 i Nya psalmer 1921, tillägget till 1819 års psalmbok under rubriken "Det Kristliga Troslivet: Troslivet hos den enskilda människan: (okänd underrubrik)".
- Nr 305 i 1937 års psalmbok under rubriken "Tro, förlåtelse, barnaskap".
- Nr 142 i Frälsningsarméns sångbok 1968 under rubriken "Helgelse".
- Nr 233 i Den svenska psalmboken 1986, 1986 års Cecilia-psalmbok, Psalmer och Sånger 1987, Segertoner 1988 och Frälsningsarméns sångbok 1990) under rubriken "Skuld - förlåtelse".
- Nr 356 i Svensk psalmbok för den evangelisk-lutherska kyrkan i Finland (1986) under rubriken "Skuld och förlåtelse"